# هوملایت
هوملایت (انگلیسی: Homelite) شرکت ابزارسازی آمریکایی است، که در سال ۱۹۲۱ تأسیس شد.